# Newton Grange (Derbyshire)
Newton Grange est une paroisse civile du Derbyshire, en Angleterre.